# غاتو (جزيرة)
جزيرة غاتو (بالإنجليزية:Gato Island) هي جزيرة صغيرة تقع في بحر بيسايا شمال جزيرة سيبو في الفلبين، وتتبع إداريًا إقليم بيسايا الوسطى، تتميز الجزيرة بتكويناتها الصخرية الفريدة وكهوفها البحرية التي تشكل موطنًا لمجموعة واسعة من الكائنات البحرية.

وتُعد من أبرز مواقع الغوص في المنطقة، حيث توفر بيئة غنية بالشعاب المرجانية، وأسماك القرش ذات الرؤوس البيضاء، وأنواع متعددة من الأسماك الملونة واللافقاريات البحرية، كما تُستخدم الجزيرة كنقطة انطلاق لرحلات القوارب القادمة من جزيرة مالاباسكوا، مما يجعلها مقصدًا شائعًا للسياح ومحبي الرياضات المائية.